# Iacov Hillel
Iacov Hillel (Haifa, 21 de maio de 1949 - Santo André, 2 de junho de 2020) foi um diretor de teatro, iluminador e professor universitário israelense.
Estudou o método Stanislavski com Eugenio Kusnet, no Teatro da Pontifícia Universidade Católica de São Paulo (TUCA), e no Teatro de Arena, de 1965 a 1969. Fez também cursos de expressão corporal e teoria do movimento de Laban com Maria Esther Stockler e Maria Duschenes, e balé clássico e dança moderna com Marilena Ansaldi.
De 1965 a 1976 participou como ator em diversas encenações de prestígio na cidade de São Paulo, entre elas Morte e Vida Severina (1965), de João Cabral de Melo Neto, dirigido por Silnei Siqueira; Hamlet (1969); O Comprador de Fazendas (1970), baseado em um conto do livro Urupês de Monteiro Lobato; e Arlequim, Servidor de Dois Amos (1971), de Carlo Goldoni.
Sua primeira direção ocorreu em 1971, com Assunta do 21, de Nery Gomide, um monólogo com a atriz Wanda Kosmo. A partir daí dirigiu inúmeros espetáculos, entre eles Isso ou Aquilo (1975), de Marilena Ansaldi e Emilie Chamie, ganhando o prêmio de direção de dança da Associação Paulista dos Críticos de Arte (APCA); Vem Buscar-me que Ainda Sou Teu (1979), de Carlos Alberto Soffredini, com o Grupo de Teatro Mambembe; Divinas Palavras, de Ramón del Valle-Inclán, numa tradução de Renata Pallottini; O Casamento do Pequeno Burguês (1981), de Bertolt Brecht; Angels in América (1995), de Tony Kushner; A Cozinha (1997), de Arnold Wesker, com tradução de Millôr Fernandes; A Aurora da Minha Vida (2000), de Naum Alves de Souza; Os Lusíadas (2001), uma adaptação do épico de Luís de Camões, com Ruth Escobar; Hair (2004), de Gerome Ragni e James Rado; e Ópera do Malandro (2005), de Chico Buarque.
A partir da segunda metade da década de 1980 começou a dirigir óperas e musicais, como Otello e Elisir d'amore, no Theatro Municipal de São Paulo, sendo que a última também foi apresentada no Festival de Ópera de Manaus, em 1999; Os Contos de Hoffman, de Jacques Offenbach, no Teatro São Pedro e no Festival de Inverno de Campos do Jordão, em 1999, além de Nabuco, de Verdi, apresentada no Theatro Municipal do Rio de Janeiro.[carece de fontes?]
Após seu premiado trabalho em Isso ou Aquilo, em 1975, passou a assinar várias iluminações para o Teatro Galpão e, a partir da década de 1980, para o Balé da Cidade de São Paulo. Freqüentemente ilumina seus próprios espetáculos.
Foi professor de interpretação teatral da Escola de Arte Dramática (EAD) e Escola de Comunicações e Artes da Universidade de São Paulo (ECA-USP). É Master of Arts em Rádio e Televisão pela San Francisco State University.
Em 1982 ganhou o Prêmio Molière (Grande Prêmio da Crítica) pelo conjunto de sua obra. Recebeu também os prêmios Mambembe e Governador do Estado.
Morreu aos 71 anos, Hospital Cristóvão da Gama, localizado em Santo André após uma hemorragia no estômago. Hillel, vinha lutando contra um câncer de fígado.